# Hédard Albert
Pour les articles homonymes, voir Albert.
Hédard Albert est un homme politique canadien, député de Caraquet à l'Assemblée législative du Nouveau-Brunswick de 2003 à 2018 et ministre jusqu'en 2010.

## Biographie
Hédard Albert est né à Saint-Simon, au Nouveau-Brunswick. Il étudie à l'Université de Moncton, où il reçoit un baccalauréat en arts, avec concentration en biologie, ainsi qu'un baccalauréat en éducation.
Hédard Albert travaille pendant 34 ans à l'École des pêches du Nouveau-Brunswick, où il est enseignant, chercheur puis directeur. Il est administrateur régional au bureau des Pêches et de l’Aquaculture, aussi à Caraquet. Il a également été responsable de la recherche en aquaculture à l’Aquarium et centre marin du Nouveau-Brunswick, à Shippagan, ainsi que du programme d’assurance de la qualité, de recherches sur les techniques et méthodes de pêche et les engins de pêche sélective. Il est finalement impliqué dans des programmes de l'Agence canadienne de développement international liés au développement de la pêche à l'étranger.
Il est président du DSL de Saint-Simon des années 1990 au début des années 2000.
Hédard Albert est membre de l'Association libérale du Nouveau-Brunswick. Il est élu à la 55e législature pour représenter la circonscription de Caraquet à l'Assemblée législative du Nouveau-Brunswick le 9 juin 2003, lors de la 55e élection générale. Il siège au Comité spécial des soins de santé et est porte-parole de l'Opposition officielle dans les domaines liés aux affaires intergouvernementales, aux langues officielles, à la culture et au sport.
Hédard Albert est réélu à la 56e législature le 18 septembre 2006, lors de la 56e élection générale. Il entre au Conseil exécutif en octobre de la même année et est nommé ministre du Bureau des ressources humaines dans le gouvernement de Shawn Graham, poste qu'il garde jusqu'en novembre 2007. Il est alors nommé ministre du Mieux-être, de la Culture et du Sport et ministre responsable de la Francophonie.
Il est réélu à la 57e législature le 27 septembre 2010, lors de la 57e élection générale.
Il participe à divers projets internationaux de développement avec l'ACDI et d'autres organismes et institutions. Il a entre autres élaboré des partenariats avec la France, la Mauritanie, le Sénégal, la Tunisie, le Bénin, le Togo, le Maroc et Haïti. Il a aussi été représentant de l’Est à un comité de l’Association des collèges communautaires du Canada.

### Famille
Hédard Albert est l'époux de Ginette Blanchard et le couple a une fille.